# The Sweet's Biggest Hits
The Sweet's Biggest Hits es el primer álbum recopilatorio de éxitos de la banda de glam rock británica Sweet (llamada en ese entonces «The Sweet»). Se compone de las canciones más populares de su álbum debut Funny How Sweet Co-Co Can Be (1971) y de algunos sencillos lanzados entre 1971 y 1972 no incluidos en álbumes previos.

## Lista de canciones
Todas las canciones compuestas por Brian Connolly, Steve Priest, Andy Scott, y Mick Tucker excepto donde se indica.

### Lado A
1. "Wig-Wam Bam" (Mike Chapman, Nicky Chinn) - 2:57
2. "Little Willy" (Chapman, Chinn) - 3:10
3. "Done Me Wrong Alright" (Brian Connolly, Steve Priest, Andy Scott, Mick Tucker) - 2:53
4. "Poppa Joe" (Chapman, Chinn) - 3:07
5. "Funny Funny" (Chapman, Chinn) - 2:46
6. "Co-Co" (Chapman, Chinn) - 3:08

### Lado B
1. "Alexander Graham Bell" (Chapman, Chinn) - 2:50
2. "Chop Chop" (Chapman, Chinn) - 2:55
3. "You're Not Wrong for Loving Me" (Connolly, Priest, Scott, Tucker) - 2:44
4. "Jeanie" (Connolly, Priest, Scott, Tucker) - 2:53
5. "Spotlight" (Connolly, Priest, Scott, Tucker) - 2:42
6. "Tom Tom Turnaround" (Chapman, Chinn) - 4:07

## Personal
- Brian Connolly - Vocalista
- Steve Priest - Bajo, vocales
- Andy Scott - Guitarras, vocales, sintetizador
- Mick Tucker - Batería, vocales